# Wiera Słucka
Wiera Klimientjewna (Berta Bronisławowna) Słucka (ros. Вера Климентьевна (Берта Брониславовна) Слуцкая, ur. 5 września?/17 września 1874 w Mińsku, zm. 30 października?/12 listopada 1917 k. Carskiego Sioła (obecnie Puszkin) – działaczka ruchu rewolucyjnego w Rosji.

## Życiorys
Urodziła się w rodzinie mieszczańskiej, z zawodu była dentystką. W 1898 związała się z ruchem rewolucyjnym, w 1901 wstąpiła do Bundu, a w 1902 do SDPRR, brała udział w rewolucji 1905-1907 w Mińsku i Petersburgu jako członkini organizacji bojowej SDPRR. W 1907 była delegatem na V Zjazd SDPRR, później prowadziła działalność partyjną w Petersburgu, 1909-1912 przebywała na emigracji w Niemczech i Szwajcarii, po powrocie ponownie działała w Petersburgu. Kilkakrotnie była aresztowana, a w 1914 zesłana, po rewolucji lutowej została członkiem Petersburskiego Komitetu SDPRR(b), organizatorem partyjnym wśród robotnic i sekretarzem rejonowego komitetu partyjnego. Jako delegat wzięła udział w VI Zjeździe SDPRR(b), w listopadzie 1917 uczestniczyła w zbrojnym powstaniu bolszewików w Petersburgu. Podczas tłumienia buntu Kierenskiego-Krasnowa zginęła podczas transportu leków przez oddział Czerwonej Gwardii.